# Minamoto no Yoshiie

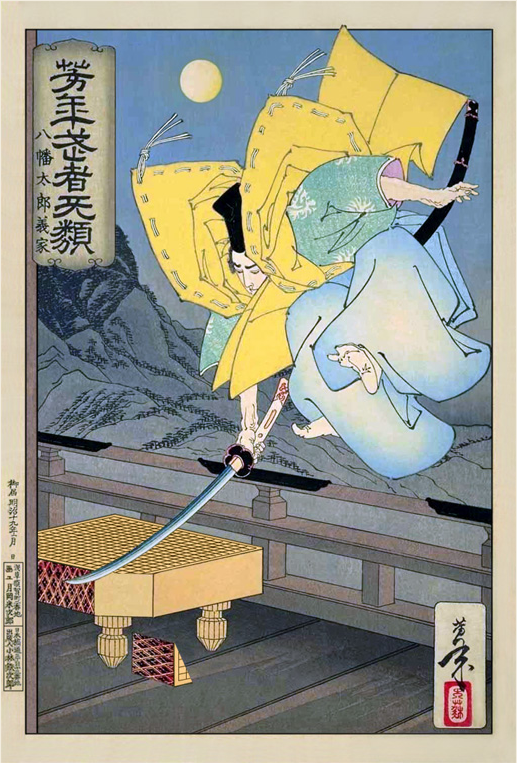
Minamoto no Yoshiie, por Tsukioka Yoshitoshi.

Minamoto no Yoshiie (源義家?   1039 - 4 de agosto de 1106) también conocido como Hachimantarō, fue un samurái  del clan Minamoto de finales del período Heian. Fue el primer hijo de Minamoto no Yoriyoshi, con quien peleó contra el clan Abe durante la Guerra Zenkunen y en la Guerra Gosannen, donde demostró sus capacidades militares. 

## La guerra Zenkunen
En 1050, Abe no Yoritoki mantenía el puesto de Chinjufu shogun (comandante en jefe en la defensa del norte), el cual el clan había mantenido por muchos años. El incidente comenzó cuando Abe Yoritoki no entregó a la Corte los impuestos recaudados, por lo que Yoriyoshi fue enviado a tratar con él. Yoriyoshi y Yoritoki habían llegado ya a un acuerdo pacífico pero un conflicto interno en el clan Abe tuvo lugar y Yoritoki fue muerto, con lo que se declara la guerra entre Abe Sadato, hijo de Yoritoki, y los Minamoto. No fue sino hasta 1062 cuando Yoriyoshi pudo vencer a los Abe en la Batalla de Kuriyagawa llevando la cabeza del rebelde hasta Kioto en señal de triunfo.